# Claudia Wipplinger
Claudia Wipplinger (* Dezember 1961 in Linz, Oberösterreich; † 21. Januar 2021) war eine österreichische Schauspielerin.

## Lebenslauf
Nach einer dreijährigen Schauspielausbildung an der Anton Bruckner Privatuniversität in Linz arbeitete Claudia Wipplinger von 1984 bis 1987 am Theater Koblenz. Es folgte ein Engagement am Münchner Volkstheater bis 1999. Im Jahr 2003 übernahm sie die Rolle der „Moni“ in Kurt Weinzierls Inszenierung des Melodrams Hias – ein Wilderer von Anne Faber in der  Kleinen Komödie am Max II in München.
Claudia Wipplinger spielte seit den 1990er Jahren zahlreiche Rollen im Fernsehen, unter anderem im Tatort: … und die Musi spielt dazu, in Der Bulle von Tölz oder in SOKO Kitzbühel. Zudem arbeitete sie als Synchronsprecherin oder als Musikerin in der Band Müller & Co. Musikmanufaktur.
Seit sie im Jahr 2012 zusammen mit Stefan Bauberger das Zen-Zentrum Almtal-Zendo in Pettenbach gründete, lehrte Claudia Wipplinger Zen-Meditation.
Claudia Wipplinger war seit dem Jahr 2000 mit Hanns Christian Müller verheiratet und hatte mit ihm zusammen eine Tochter.

## Filmografie
- 1994: Tatort: … und die Musi spielt dazu
- 1996: Willkommen in Kronstadt
- 2004: Germanikus
- 2005: Die Rosenheim-Cops, Episode: Der Jäger ist des Hasen Tod
- 2006: Polizeiruf 110: Mit anderen Augen
- 2006: SOKO München, Episode: Gegen die Zeit
- 2007: Tatort: A gmahde Wiesn
- 2007: Der Bulle von Tölz: Krieg der Camper
- 2008: SOKO Kitzbühel, Episode: Diamantenmord
- 2009: Die Rosenheim-Cops, Episode: Tod im Milchsee
- 2009: Der Bär ist los! Die Geschichte von Bruno
- 2010: SOKO Kitzbühel, Episode: Samsons Tod
- 2010: Sau Nummer vier. Ein Niederbayernkrimi
- 2011: SOKO Kitzbühel, Episode: Ein mörderischer Verdacht
- 2012: Vatertage – Opa über Nacht